# Nguyễn Văn Chung (thẩm phán)
Nguyễn Văn Chung (sinh năm 1962) là Thẩm phán cao cấp người Việt Nam. Ông hiện giữ chức vụ Chánh án Tòa án nhân dân tỉnh Thái Nguyên.

## Tiểu sử
Nguyễn Văn Chung sinh năm 1962, quê quán tại xã Chợ Chu, huyện Định Hóa, tỉnh Thái Nguyên.
Nguyễn Văn Chung có bằng Cử nhân Luật.
Ngày 27 tháng 11 năm 2015, Nguyễn Văn Chung được Chánh án Tòa án nhân dân tối cao Việt Nam Trương Hòa Bình trao quyết định bổ nhiệm giữ chức vụ Chánh án Tòa án nhân dân tỉnh Thái Nguyên (Quyết định số 1739/QĐ-TCCB ngày 18/9/2015), nhiệm kỳ 5 năm kể từ ngày 1 tháng 10 năm 2015. Lúc này Nguyễn Văn Chung đang là Phó Chánh án Tòa án nhân dân tỉnh Thái Nguyên.